# Ogonowice (województwo dolnośląskie)
Ogonowice (niem. Kaudewitz) – wieś w Polsce położona w województwie dolnośląskim, w powiecie legnickim, w gminie Legnickie Pole.
W latach 1975–1998 miejscowość położona była w województwie legnickim.